# Bronisław Czepczak

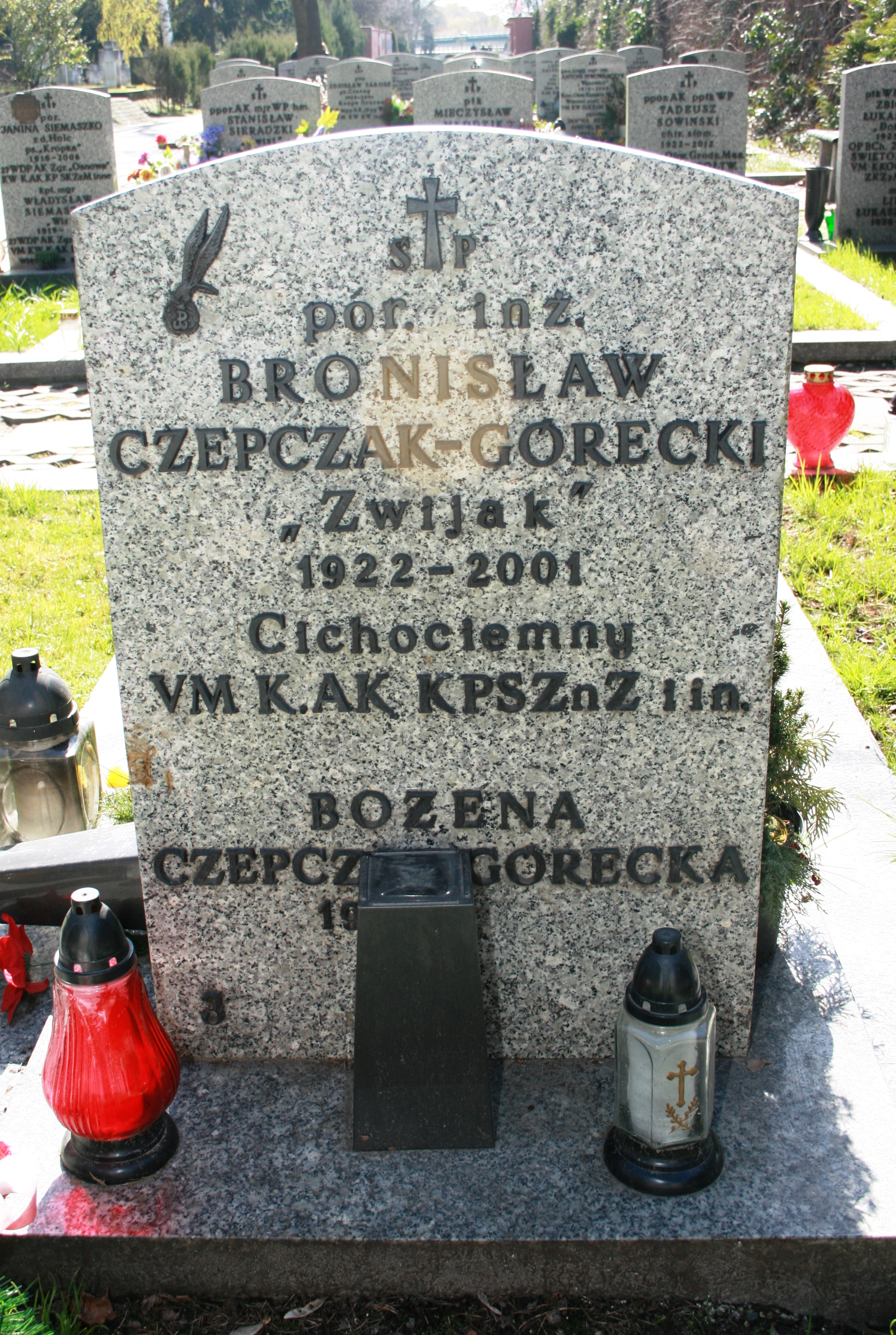
Grób Bronisława Czepczaka w Panteonie Żołnierzy Polski Walczącej na Cmentarzu Wojskowym na Powązkach w Warszawie

Bronisław Czepczak vel Bronisław Górecki vel Bronisław Dzwoniarz pseud.: Zwijak 2, Zebra 2, Bolek, po wojnie używał nazwiska Bronisław Górecki (ur. 17 września 1922 w Stupkach gmina Borki Wielkie, powiat Tarnopol, zm. 24 sierpnia 2001 w Warszawie) – żołnierz Armii Andersa, oficer Polskich Sił Zbrojnych i Armii Krajowej, porucznik łączności, cichociemny.

## Życiorys
W dniu wybuchu II wojny światowej miał 17 lat, nie został zmobilizowany. Mieszkał z rodzicami na terenach zajętych 17 września 1939 roku przez Armię Czerwoną. 13 kwietnia 1940 roku został wywieziony, razem z matką i dwiema siostrami, do północnego Kazachstanu. Do lutego 1942 roku przebywał w ZSRR, gdzie wstąpił w Ługowoj do Armii Andersa (28 pułk piechoty 10 Dywizji Piechoty). Od maja 1942 roku służył w szkole łączności radiowej w el-Mughar (Palestyna). Od maja 1943 roku do października 1943 roku przebywał w Wielkiej Brytanii, gdzie został przeszkolony w radiotelegrafii w Sekcji Dyspozycyjnej Naczelnego Wodza. W październiku 1943 roku został przeniesiony do Głównej Bazy Przerzutowej w Brindisi we Włoszech (Baza nr 11) i zaprzysiężony 16 maja 1944 roku w Oddziale VI Sztabu Naczelnego Wodza.
Został zrzucony w Polsce w nocy 26 na 27 grudnia 1944 roku w ramach operacji lotniczej „Staszek 2” w rejonie Szczawy (był to ostatni zrzut cichociemnych, już po upadku powstania warszawskiego). Przyłączył się do I batalionu 1 pułku strzelców podhalańskich AK, w którym służył jako radiotelegrafista. 13 stycznia 1945 roku uczestniczył w zwycięskiej bitwie z niemieckim oddziałem pacyfikacyjnym.
W 1945 roku pozostał w konspiracji. Działając w Delegaturze Sił Zbrojnych na Kraj, a następnie w Wolności i Niezawisłości, miał obowiązek – dysponując 2 radiostacjami – utrzymywać łączność z bazą we Włoszech i Anglii. Zaczął używać nazwiska Bronisław Górecki. Został aresztowany 7 grudnia 1945 roku. W listopadzie 1946 roku został skazany na 5 lat więzienia. Po amnestii w roku 1947 zdał maturę i rozpoczął studia w Poznaniu, jednocześnie zaczął pracę jako księgowy. 2 października 1950 roku został ponownie aresztowany. Po długim śledztwie został skazany w marcu 1953 roku na 15 lat więzienia. Wyrok odbywał w więzieniu we Wronkach. Został zwolniony warunkowo w 1956 roku.
Po wyjściu z więzienia ukończył studia na Politechnice Warszawskiej i jednocześnie rozpoczął pracę w Przemysłowym Instytucie Elektroniki w Warszawie, następnie w Ośrodku Badawczo-Rozwojowym Elektroniki Próżniowej i Ośrodku Badawczo-Rozwojowym Techniki Telewizyjnej. Pracował na Politechnice Warszawskiej do emerytury, przez 25 lat.
Był autorem pierwszego medalu, który upamiętniał „Cichociemnych”. Była to plakietka „Cichociemni – Tobie Ojczyzno” wyprodukowany przez Teodora Kaweckiego z Gdyni w roku 1987. Na awersie umieszczono – oprócz znaku „Cichociemnych” – spadochron, w którego dolnej części znajdował się zarys granic Polski z roku 1939. Na tle tej mapy była data skoku, a w dolnej części pseudonim skoczka. Na rewersie medal znajdował się Krzyż Armii Krajowej i imię oraz nazwisko skoczka. Medal ten miał być wręczany „Cichociemnym” lub ich bliskim.
Wystąpił w filmie dokumentalnym pt. Cichociemni z 1989.
W 1989 roku wstąpił do Światowego Związku Żołnierzy AK. Był przewodniczącym komisji historycznej środowiska cichociemnych. 
Po śmierci został pochowany na Cmentarzu Wojskowym na Powązkach (kwatera 18D-L01-3).

## Awanse
- starszy strzelec podchorąży – 21 września 1943 roku
- podporucznik – ze starszeństwem z dniem 1 grudnia 1944 roku
- porucznik –

## Odznaczenia
- Krzyż Srebrny Orderu Virtuti Militari nr 13491
- Złoty Krzyż Zasługi
- Krzyż Armii Krajowej
- Krzyż Czynu Bojowego Polskich Sił Zbrojnych na Zachodzie
- Italy Star[2].

## Życie rodzinne
Był synem Mariana, kowala, i Marii z domu Wilk. Ojciec Bronisława został aresztowany przez NKWD 3 kwietnia 1940 roku. Po wyjściu z łagru wstąpił do Armii Andersa, schorowany wyjechał do Persji i zmarł w szpitalu w Teheranie, gdzie został pochowany.
Bronisław miał 2 siostry, jedna z nich zmarła na Syberii.
W czasie pobytu w więzieniu w 1955 roku ożenił się z Bożeną Marią Sobańską (ur. 1927). Mieli córkę Dorotę (ur. w 1961 roku).